# Taku Sakakibara
Taku Sakakibara, conocido bajo el seudónimo de TaQ, es un músico que trabaja para Konami creando canciones para los juegos Bemani. Sus trabajos son generalmente del género tecno.
Es notable su habilidad musical, desde los cuatro años, empezó a tocar con instrumentos.
TaQ nació en el medio oeste de Estados Unidos, pero creció en Alemania Oeste. Actualmente el reside en Japón.
En el año 2003, lanzó dos discos bounce connected y stromatolite.

## Canciones producidas
Gran parte de estas canciones utilizan TaQ como su alias principal.
- beatmania IIDX 2nd style
  - Digital MinD (A/T Libra mix)
  - Electro Tuned (the SubS mix)
  - Indigo Vision (full flavour hide around mix)
- beatmania completeMIX 2
  - RELEASE YOUR MIND
  - TetraQ
- beatmania IIDX 3rd style
  - era (nostalmix)
  - era (step remix) - Remix de la canción "era (nostalmix)"
  - Holic
  - Schlagwerk
- beatmania IIDX 4th style
  - DXY!
  - empathy
  - era (step mix) (Del álbum beatmania IIDX 4th style original soundtrack)
  - Voltage (feat. Hidemaru)
- beatmania IIDX 5th style
  - QQQ
  - Radical Faith
  - still my words (TaQ feat. Meg) - con Meg.
  - sync (OutPhase) - Remezclado por dj TAKA.
- beatmania IIDX 6th style
  - Summer Vacation (CU mix) (OutPhase)
- History of beatmania IIDX(CD)
  - .59 (live) (OutPhase) - Remix de ".59" de dj TAKA.
- beatmania IIDX 7th style
  - Gravity
  - stoic
  - traces
- beatmania IIDX 8th style
  - abstract
  - symbolic
  - Giudecca (D.J.SETUP作曲)
- beatmania IIDX 8th style Original Soundtrack(CD)
  - abstract (radical mix) - Remix de "abstract" y de "Radical Faith".
- beatmania IIDX 9th style
  - Distress (dj TAKA remixed by TaQ) - Opening de IIDX 5th style.
  - Karma
  - quasar (OutPhase)
- pop'n music 10
  - Jack (DesQ) - con Des-ROW.
- beatmania IIDX 10th style
  - Changes
  - Innocent Walls
- pop'n music 13 カーニバル
  - Der Wald
- dj TAKA 1st ALBUM ｢milestone｣(CD 2)
  - Colors -InPhase mix- - Remix de "Colors" (dj TAKA).
- beatmania IIDX 16 EMPRESS
  - Jack (DesQ) - Reedición de la canción de pop'n music 10.
- pop'n music 17 THE MOVIE
  - Geiselhaus (Sarastro)